# 1436
Il 1436 (MCDXXXVI in numeri romani) è un anno bisestile del XV secolo.

## Eventi
- 25 marzo – Papa Eugenio IV consacra la chiesa di Santa Maria del Fiore a Firenze. Per l'occasione viene eseguito, per la prima volta, il mottetto Nuper rosarum flores di Guillaume Dufay.
- 8 giugno – Fondazione della Lega delle Dieci Giurisdizioni; insieme alla Lega Caddea e alla Lega Grigia formerà la Repubblica delle Tre Leghe (odierno Canton Grigioni).
- Luglio – Assedio di Calais: Filippo il Buono, Duca di Borgogna fallisce nel tentativo di assediare l'avamposto inglese di Calais.

## Nati
- 26 gennaio - Henry Beaufort, III duca di Somerset, condottiero inglese († 1464)
- 5 marzo - Donato Bossi, scrittore italiano († 1502)
- 11 marzo - Pino III Ordelaffi, nobile italiano († 1480)
- 4 aprile - Amalia di Sassonia, nobildonna († 1501)
- 5 giugno - Luigi di Savoia, conte di Ginevra, nobile italiano († 1482)
- 6 giugno - Regiomontano, matematico, astronomo e astrologo tedesco († 1476)
- 13 agosto - Pandolfo Rucellai, mercante e politico italiano († 1497)
- 13 settembre - Benvenuto di Giovanni, pittore italiano
- 16 novembre - Leonardo Loredan, doge († 1521)
- 26 novembre - Caterina d'Aviz, principessa portoghese († 1463)
- Leonardo Alagon, politico italiano († 1494)
- Gabriele Altilio, poeta, vescovo cattolico e umanista italiano († 1501)
- Elisabetta d'Asburgo, regina († 1505)
- Baccio Baldini, incisore italiano († 1487)
- Isabella di Borbone, nobile francese († 1465)
- Antonio Cammelli, poeta italiano († 1502)
- Francisco Jiménez de Cisneros, cardinale, arcivescovo cattolico e politico spagnolo († 1517)
- Matteo Civitali, scultore italiano († 1502)
- Antonio Lascaris di Castellar, politico italiano († 1490)
- Jan Ostroróg, scrittore e politico polacco († 1501)
- Bartolomeo Socini, giurista italiano († 1507)
- Jacob Sprenger, teologo svizzero († 1495)
- Annabella Stuart, principessa scozzese († 1509)
- Tízoc, sovrano azteco († 1486)
- Nicolò Trevisan, vescovo cattolico italiano († 1498)
- Antonio Trombetta, francescano e arcivescovo cattolico italiano († 1517)
- Guido Antonio Vespucci, politico italiano († 1501)
- Francesco del Cossa, pittore e scultore italiano († 1478)

## Morti
- 18 febbraio - Giovanni da Imola, giurista italiano (n. 1372)
- 1º marzo - Juan Casanova, cardinale e vescovo cattolico spagnolo (n. 1387)
- 4 maggio - Giovanni I di Foix, nobile (n. 1382)
- 26 maggio - Giovanna, delfina d'Alvernia, nobile francese
- 25 giugno - Alexandru I Aldea, principe (n. 1397)
- 19 agosto - Hugues des Orges, arcivescovo cattolico francese
- 2 settembre - Wojciech Jastrzębiec, arcivescovo cattolico polacco (n. 1362)
- 8 settembre - Guglielmo di Werle, principe
- 8 ottobre - Giacomina di Hainaut, nobile francese (n. 1401)
- 12 ottobre - Ludovico Colonna, condottiero italiano (n. 1390)
- 20 novembre - Giovanni Franco, nobile croato
- 30 dicembre - Ludovico III del Palatinato, nobile (n. 1378)
- Dorotea Bucca, filosofa e scienziata italiana (n. 1360)
- Berlingiero Caldora, nobile e condottiero italiano
- Edvige di Holstein, nobile tedesca (n. 1398)
- Engelbrekt Engelbrektsson, rivoluzionario svedese (n. 1390)
- Eric V di Sassonia-Lauenburg, duca
- Antonio da Pontedera, condottiero italiano
- Khai Bua Ban, sovrano laotiano
- Angela Nogarola, letterata, poetessa e scrittrice italiana (n. 1380)
- Paolo da Firenze, compositore e teorico della musica italiano
- Qadi-zade-i Rumi, astronomo e matematico turco (n. 1364)
- Ludovico Teodonari, vescovo cattolico italiano
- Pietro de Giorgi, vescovo cattolico italiano

## Calendario
| Calendario 1436 | Calendario 1436 | Calendario 1436 | Calendario 1436 | Calendario 1436 | Calendario 1436 | Calendario 1436 | Calendario 1436 | Calendario 1436 | Calendario 1436 | Calendario 1436 | Calendario 1436 | Calendario 1436 | Calendario 1436 | Calendario 1436 | Calendario 1436 | Calendario 1436 | Calendario 1436 | Calendario 1436 | Calendario 1436 | Calendario 1436 | Calendario 1436 | Calendario 1436 | Calendario 1436 | Calendario 1436 | Calendario 1436 | Calendario 1436 | Calendario 1436 | Calendario 1436 | Calendario 1436 | Calendario 1436 | Calendario 1436 | Calendario 1436 |
| --------------- | --------------- | --------------- | --------------- | --------------- | --------------- | --------------- | --------------- | --------------- | --------------- | --------------- | --------------- | --------------- | --------------- | --------------- | --------------- | --------------- | --------------- | --------------- | --------------- | --------------- | --------------- | --------------- | --------------- | --------------- | --------------- | --------------- | --------------- | --------------- | --------------- | --------------- | --------------- | --------------- |
|                 | 1               | 2               | 3               | 4               | 5               | 6               | 7               | 8               | 9               | 10              | 11              | 12              | 13              | 14              | 15              | 16              | 17              | 18              | 19              | 20              | 21              | 22              | 23              | 24              | 25              | 26              | 27              | 28              | 29              | 30              | 31              |                 |
| Gennaio         | Do              | Lu              | Ma              | Me              | Gi              | Ve              | Sa              | Do              | Lu              | Ma              | Me              | Gi              | Ve              | Sa              | Do              | Lu              | Ma              | Me              | Gi              | Ve              | Sa              | Do              | Lu              | Ma              | Me              | Gi              | Ve              | Sa              | Do              | Lu              | Ma              |                 |
| Febbraio        | Me              | Gi              | Ve              | Sa              | Do              | Lu              | Ma              | Me              | Gi              | Ve              | Sa              | Do              | Lu              | Ma              | Me              | Gi              | Ve              | Sa              | Do              | Lu              | Ma              | Me              | Gi              | Ve              | Sa              | Do              | Lu              | Ma              | Me              |                 |                 |                 |
| Marzo           | Gi              | Ve              | Sa              | Do              | Lu              | Ma              | Me              | Gi              | Ve              | Sa              | Do              | Lu              | Ma              | Me              | Gi              | Ve              | Sa              | Do              | Lu              | Ma              | Me              | Gi              | Ve              | Sa              | Do              | Lu              | Ma              | Me              | Gi              | Ve              | Sa              |                 |
| Aprile          | Do              | Lu              | Ma              | Me              | Gi              | Ve              | Sa              | Do              | Lu              | Ma              | Me              | Gi              | Ve              | Sa              | Do              | Lu              | Ma              | Me              | Gi              | Ve              | Sa              | Do              | Lu              | Ma              | Me              | Gi              | Ve              | Sa              | Do              | Lu              |                 |                 |
| Maggio          | Ma              | Me              | Gi              | Ve              | Sa              | Do              | Lu              | Ma              | Me              | Gi              | Ve              | Sa              | Do              | Lu              | Ma              | Me              | Gi              | Ve              | Sa              | Do              | Lu              | Ma              | Me              | Gi              | Ve              | Sa              | Do              | Lu              | Ma              | Me              | Gi              |                 |
| Giugno          | Ve              | Sa              | Do              | Lu              | Ma              | Me              | Gi              | Ve              | Sa              | Do              | Lu              | Ma              | Me              | Gi              | Ve              | Sa              | Do              | Lu              | Ma              | Me              | Gi              | Ve              | Sa              | Do              | Lu              | Ma              | Me              | Gi              | Ve              | Sa              |                 |                 |
| Luglio          | Do              | Lu              | Ma              | Me              | Gi              | Ve              | Sa              | Do              | Lu              | Ma              | Me              | Gi              | Ve              | Sa              | Do              | Lu              | Ma              | Me              | Gi              | Ve              | Sa              | Do              | Lu              | Ma              | Me              | Gi              | Ve              | Sa              | Do              | Lu              | Ma              |                 |
| Agosto          | Me              | Gi              | Ve              | Sa              | Do              | Lu              | Ma              | Me              | Gi              | Ve              | Sa              | Do              | Lu              | Ma              | Me              | Gi              | Ve              | Sa              | Do              | Lu              | Ma              | Me              | Gi              | Ve              | Sa              | Do              | Lu              | Ma              | Me              | Gi              | Ve              |                 |
| Settembre       | Sa              | Do              | Lu              | Ma              | Me              | Gi              | Ve              | Sa              | Do              | Lu              | Ma              | Me              | Gi              | Ve              | Sa              | Do              | Lu              | Ma              | Me              | Gi              | Ve              | Sa              | Do              | Lu              | Ma              | Me              | Gi              | Ve              | Sa              | Do              |                 |                 |
| Ottobre         | Lu              | Ma              | Me              | Gi              | Ve              | Sa              | Do              | Lu              | Ma              | Me              | Gi              | Ve              | Sa              | Do              | Lu              | Ma              | Me              | Gi              | Ve              | Sa              | Do              | Lu              | Ma              | Me              | Gi              | Ve              | Sa              | Do              | Lu              | Ma              | Me              |                 |
| Novembre        | Gi              | Ve              | Sa              | Do              | Lu              | Ma              | Me              | Gi              | Ve              | Sa              | Do              | Lu              | Ma              | Me              | Gi              | Ve              | Sa              | Do              | Lu              | Ma              | Me              | Gi              | Ve              | Sa              | Do              | Lu              | Ma              | Me              | Gi              | Ve              |                 |                 |
| Dicembre        | Sa              | Do              | Lu              | Ma              | Me              | Gi              | Ve              | Sa              | Do              | Lu              | Ma              | Me              | Gi              | Ve              | Sa              | Do              | Lu              | Ma              | Me              | Gi              | Ve              | Sa              | Do              | Lu              | Ma              | Me              | Gi              | Ve              | Sa              | Do              | Lu              |                 |